# Ron Rifkin
Ron Rifkin (ur. 31 października 1939 w Nowym Jorku) – amerykański aktor filmowy, teatralny i telewizyjny. Wystąpił jako Arvin Sloane w serialu ABC Agentka o stu twarzach (2001–2006), Saul Holden w serialu ABC Bracia i siostry (2006–2011) i prokurator okręgowy Ellis Loew w dramacie kryminalnym Curtisa Hansona Tajemnice Los Angeles (1997).

## Życiorys

### Wczesne lata
Urodził się w Nowym Jorku jako najstarszy z trójki dzieci Miriam i Hermana Rifkinów. Wychowywał się jako ortodoksyjny Żyd. W 1959 ukończył studia na Uniwersytecie Nowojorskim.

### Kariera
W 1961 zadebiutował na Broadwayu w sztuce Neila Simona Przyjdź i zadmij w róg (Come Blow Your Horn). Po występie w jednym z odcinków sitcomu ABC Gidget (1966) jako Mel z Sally Field, trafił na kinowy ekran w sensacyjnym dramacie kryminalnym Diabeł 8 (The Devil’s 8, 1969) jako Stewart Martin u boku Christophera George’a i dreszczowcu Flareup (1969) jako Sailor z Raquel Welch.
W 1972 grał na off-Broadwayu w przedstawieniu Rosebloom z Sylvią Miles. W swoim dorobku teatralnym ma kreacje w sztukach: Dziesiąty człowiek (1989) Paddy’ego Chayefsky jako Alper, Pęknięte lustro (1994) Arthura Millera jako Phillip Gellburg, czy Miesiąc na wsi (1995) Iwana Turgieniewa jako Rakitin.
W 1991 odniósł sukces w roli Isaaca Geldharta w spektaklu Sedno sporu (The Substance of Fire) z Sarah Jessica Parker i Jonem Tenneyem, za którą zdobył nagrody teatralne - Obie, Drama Desk i Lucille Lortel. W 1994 jako Kenneth Hoyle w sztuce Trzy hotele (Three Hotels) odebrał nagrodę Lucille Lortel. W 1998 za rolę drugoplanową Herra Schultza w musicalu Johna Kandera Kabaret otrzymał nagrodę Tony za najlepszą rolę drugoplanową w broadwayowskim wznowieniu słynnego Kabaretu.

## Życie prywatne
28 sierpnia 1966 poślubił Ivę March, właścicielkę firmy zajmującej się projektowaniem mody.

## Filmografia

### Filmy
- 1972: Niemy wyścig (Silent Running) jako Marty Barker
- 1975: Promienni chłopcy (The Sunshine Boys) jako kierownik piętra telewizyjnego
- 1983: Żądło II (The Sting II) jako Eddie
- 1991: JFK jako pan Goldberg / Spiesel
- 1992: Mężowie i żony (Husbands and Wives) jako analityk Raina
- 1993: Tajemnica morderstwa na Manhattanie (Manhattan Murder Mystery) jako Sy
- 1994: Wilk (Wolf) jako doktor Ralph
- 1996: Dziwak z Central Parku (I’m Not Rappaport) jako Feigelbaum
- 1997: Tajemnice Los Angeles (L.A. Confidential) jako prokurator okręgowy Ellis Loew
- 1998: Negocjator (The Negotiator) jako Grant Frost
- 2000: Zakazany owoc (Keeping the Faith) jako Larry Friedman
- 2000: Ryzyko (Boiler Room) jako sędzia Marty Davis, ojciec Setha
- 2001: Majestic (The Majestic) jako Kevin Bannerman, adwokat Petera
- 2002: Znamię (Dragonfly) jako Charlie Dickinson
- 2002: Zaczyna się od pocałunku (Just a Kiss) jako dr Fauci
- 2002: Suma wszystkich strachów (The Sum of All Fears) jako sekretarz stanu Sidney Owens
- 2006: Puls (Pulse) jako dr Waterson
- 2012: Między wierszami (The Words) jako Timothy Epstein
- 2018: Narodziny gwiazdy (A Star Is Born) jako Carl

### Seriale TV
- 1975: Kojak jako Rick Levene
- 1980: Knots Landing jako Stan Lesser
- 1983: Wichry wojny (The Winds of War) jako Mark Hartley
- 1984: Posterunek przy Hill Street (Hill Street Blues) jako Monty DiMair
- 1986: Historie biblijne (The Greatest Adventure: Stories from the Bible) jako Mardocheusz (głos)
- 1990: Prawo i porządek jako adwokat obrony Phillip Nevins
- 1992: Prawo i porządek jako Alex Drakos
- 1995–1996: Ostry dyżur (ER) jako dr Carl Vucelich
- 1997–1998: Po tamtej stronie (The Outer Limits) jako dr Martin Nodel
- 2001–2006: Agentka o stu twarzach (Alias) jako Arvin Sloane
- 2002: Seks w wielkim mieście jako Julian Fisher
- 2006–2011: Bracia i siostry (Brothers & Sisters) jako Saul Holden
- 2011–2014: Prawo i porządek: sekcja specjalna jako adwokat obrony Marvin Exley
- 2015: Żona idealna (The Good Wife) jako Spencer Randolph
- 2015–2016: Limitless jako Dennis Finch
- 2015–2016: Gotham jako ks. Creal
- 2016: Elementary jako Wayne Vachs
- 2018: Blindspot: Mapa zbrodni jako Rob Donnelly
- 2018–2019: New Amsterdam jako Dean Fulton